# بیچ (ویرجینیای غربی)
بیچ (به انگلیسی: Beech) یک منطقهٔ مسکونی در ایالات متحده آمریکا است که در شهرستان کلهون، ویرجینیای غربی واقع شده‌است. بیچ ۲۲۷٫۰۸ متر بالاتر از سطح دریا واقع شده‌است.